# Grammomys caniceps
Grammomys caniceps är en däggdjursart som beskrevs av Rainer Hutterer och Fritz Dieterlen 1984. Grammomys caniceps ingår i släktet Grammomys och familjen råttdjur. IUCN kategoriserar arten globalt som otillräckligt studerad. Inga underarter finns listade i Catalogue of Life.
Denna gnagare förekommer i en smal region vid kusten i södra Somalia och Kenya. Habitatet utgörs av torra buskskogar.
Arten når en kroppslängd (huvud och bål) av 8,6 till 10,5 cm, en svanslängd av 14,7 till 15,4 cm och en vikt av 18 till 40 g. Bakfötterna är ungefär 2,0 cm långa och öronen är ungefär 1,5 cm stora. Grammomys caniceps har kanelbrun päls på ovansidan med några svarta hår inblandade. Det förekommer en tydlig gräns mot den vita undersidan. Ansiktet kännetecknas av en mörk strimma bredvid varje öga och av vita nedre delar (halva kinden, läpparna, hakan). Dessutom förekommer bakom varje öra en stor vit fläck. Svansen är täckt av fina hår och ser naken ut förutom spetsen som bär en liten tofs. Honor har 4 eller 6 spenar.
Levnadssättet är bara känt från exemplar i fångenskap. De hade bra förmåga att klättra i växtdelar med svansen som gripverktyg. Individerna matades framgångsrik med frön, frukter och insektslarver. Grammomys caniceps skapar ett nästa som liknar ett tefat i formen. I ett stort terrarium bildades flockar med 5 till 10 medlemmar.